# Elisabeth Berenberg

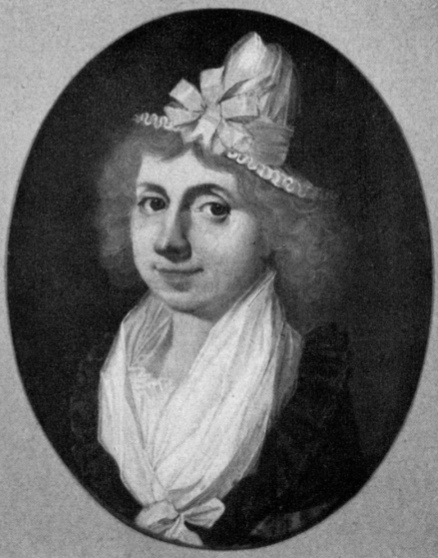
Elisabeth Berenberg

Elisabeth Berenberg, född 1749 i Hamburg, död där 1822, var en tysk bankir. Hon tillhörde styrelsen i Berenberg-banken i Hamburg från sin makes död 1790 fram till att hon år 1800 överlät styrelsen till sin son och svärson. Hon var den sista av den hanseatiska familjen Berenberg och den enda av sitt kön som har varit partner i Berenbergerbanken. 
Hon var dotter till bankiren Johann Berenberg och Anna Maria Lestrop. Sedan hennes farbror och ende bror avlidit 1768, blev hon arvtagare till banken och ingick ett konvenansäktenskap med Johann Hinrich Gossler, som efterträdde hennes far som ägare vid dennes död 1772. Efter makens död 1790 tog hon själv över verksamheten. Hon överlät den på sin son och svärson 1800. Hon beskrivs som intelligent, bildad, kultiverad, praktisk och energisk.  